# Speer (muntanya)
L' Speer (1,951 m) és una muntanya dels Alps d'Appenzell, a sobre de la regió entre el llac de Zuric i el llac de Walenstadt al cantó de Sankt Gallen. És la muntanya de conglomerat (molassa, en aquest cas) més alta d'Europa.
En tractar-se d'una muntanya fàcilment accessible, el cim és popular per la seva vista panoràmica dels Alps centrals a orientals de Suïssa. La pujada, tanmateix, requereix unes quantes hores de senderisme.